# 国鉄タキ7100形貨車 (3代)
国鉄タキ7100形貨車（こくてつタキ7100がたかしゃ）は、かつて日本国有鉄道（国鉄）及び1987年（昭和62年）4月の国鉄分割民営化後は日本貨物鉄道（JR貨物）に在籍した私有貨車（タンク車）である。

## 概要
本形式は、メチルメタアクリレート（後にラテックス）専用の30t 積タンク車として、1968年（昭和43年）8月5日に日立製作所にて3両（タキ7100 - タキ7102）が製造された。メチルメタアクリレートとしては、初のボギー車でありその後の製造は、35t 積に拡大されたタキ15700形へ移行した。
本形式の他にメチルメタアクリレートを専用種別とする形式には、タム7900形（1両）、タキ15700形（11両）の2形式があった。
落成時の所有者は全車住友化学工業でありその常備駅は新居浜駅であったが、1973年（昭和48年）11月6日に日本石油輸送へ名義変更され常備駅は東高島駅となった。
タンク体は積荷の純度保持のため、ステンレス鋼(SUS304)製であり、外周には保冷のため、厚さ110mmのウレタン断熱材と薄鋼板製の外板（キセ）が設置されている。台車はベッテンドルフ式のTR41Cである。
タキ7101は1976年（昭和51年）12月27日に日本車輌製造にてタンク体が更新され、グラスウール断熱材・ステンレス製外板となり、塗装も銀色（ステンレス地肌）になった。この際台車もTR41DS-12に改造された。
全長は12,750mm、全幅は2,538mm、全高は3,840mm、台車中心間距離は8,950mm、実容積は37.2m3、自重は17.5t、換算両数は積車5.0、空車1.8である。
1987年（昭和62年）4月の国鉄分割民営化に際しては、全車3両の車籍がJR貨物に継承された。
1988年（昭和63年）5月27日に専用種別をラテックスに変更した。
1999年（平成11年）8月に全車一斉に廃車となり同時に形式消滅となった。